# Breutelia eugeniae
Breutelia eugeniae är en bladmossart som beskrevs av Johan Ångström 1873. Breutelia eugeniae ingår i släktet gullhårsmossor, och familjen Bartramiaceae. Inga underarter finns listade i Catalogue of Life.